# (1914) Hartbeespoortdam
(1914) Hartbeespoortdam es un asteroide que forma parte del cinturón de asteroides y fue descubierto por Hendrik van Gent el 28 de septiembre de 1930 desde el observatorio Union de Johannesburgo, República Sudaficana.

## Designación y nombre
Hartbeespoortdam se designó al principio como 1930 SB1.
Posteriormente fue nombrado por el Hartbeespoortdam, un lago sudafricano próximo al cual estaba la estación astronómica meridional de Leiden.

## Características orbitales
Hartbeespoortdam orbita a una distancia media de 2,406 ua del Sol, pudiendo acercarse hasta 2,053 ua. Tiene una excentricidad de 0,1467 y una inclinación orbital de 5,682°. Emplea 1363 días en completar una órbita alrededor del Sol.